# Universidade do Estado de Minas Gerais - Unidade Ibirité
A Unidade Ibirité da Universidade do Estado de Minas Gerais é uma instituição de ensino superior do governo do estado de Minas Gerais voltada para a área da educação e pesquisa científica. Localizada na cidade de Ibirité, da Grande BH, oferece cursos de graduação e pós-graduação, escola técnica, oficinas pedagógicas e um pequeno museu com objetos usados por Helena Antipoff.

## História
A história da UEMG Unidade Ibirité inicia-se em 1955 com a criação do Instituto Superior de Educação Rural (ISER), órgão de ensino superior destinado à pesquisa, orientação, supervisão e especialização em assuntos de Educação Rural. Em 1970, o ISER foi transformado em Fundação Estadual de Educação Rural (FEER) e dedicou-se à formação de especialistas de ensino primário e professores primários para a zona rural. Decorridos oito anos, a FEER passou a designar-se Fundação Helena Antipoff. Em 1999, o projeto de criação dos cursos superiores em educação, idealizado por Helena Antipoff com a criação do ISER, foi concretizado pela professora Irene de Melo Pinheiro. A partir de 2001, a Fundação Helena Antipoff passa a oferecer os Cursos Superiores de Licenciatura do Instituto Superior de Educação Anísio Teixeira (ISEAT), por meio do Centro de Pesquisas e Projetos Pedagógicos (CPP), instituição particular, em convênio com a Fundação Helena Antipoff.

### Incorporação pela UEMG
Desde novembro de 2013, as instituições associadas à UEMG e os cursos superiores do ISEAT, mantidos pela Fundação Helena Antipoff, em Ibirité, foram absorvidas pela UEMG como unidades.